# St. Pöltner Hütte
Die St. Pöltner Hütte ist eine Alpenvereinshütte der Sektion St. Pölten des Österreichischen Alpenvereins im Bundesland Salzburg an der Grenze zu Tirol (Osttirol).
Sie liegt in der Venedigergruppe auf 2481 m ü. A. westlich oberhalb der Passhöhe des Felber Tauern (2465 m ü. A.), der den Übergang zur Granatspitzgruppe bildet.
Direkt über der Hütte verläuft die 380-kV-Leitung zwischen Kaprun und Lienz. Am Sattel steht das 1952 geweihte Tauernkreuz, vor dem am letzten Sonntag im August eine Bergmesse zelebriert wird.

## Geschichte
Die Erbauung des St. Pöltner Ost- und Westweges sowie die Festlegung des Hüttenstandortes der St. Pöltner Hütte auf dem Felber Tauern gehen auf die Initiative des Sektionsvorsitzenden Hans Donabaum zurück. Die Schutzhütte ist noch heute Stützpunkt für die beliebten alpinen Höhenwege, die am Alpenkamm weiter zum heutigen Berghotel Rudolfshütte und zur Neuen Prager Hütte führen. Die Errichtung des St. Pöltner Ostweges war alpingeschichtlich gesehen eine Großtat. Der Weg ist immer noch der längste (25 km auf dem Alpenhauptkamm) hüttenverbindende Weg in den Ostalpen. Die Donabaumscharte hoch im Landecktal erinnert noch an die Leistung des St. Pöltner Bergpioniers, der bis 1920 den AV St. Pölten als Obmann führte.
Bei der Errichtung der Schutzhütte auf dem Felber Tauern ergaben sich viele Schwierigkeiten. Als es 1913 beim Bauträger zu finanziellen Engpässen kam, musste die Sektion mit den Gläubigern verhandeln und das gesamte Baumaterial erneut erwerben. Nach Ausbruch des Ersten Weltkrieges war ein Weiterbau bis 1920 nicht mehr möglich. Die Baugeschichte endete erst am 3. August 1922. Laut Friedrich Striberny waren Prälat Franz Huber (Obmann 1920–1922) und vor allem Franz Schmid, Baumeister Ferdinand Weinmann und Hermann Kienzl (Obmann 1922–1935) jene Leute, die dafür sorgten, dass der Bau finanziert und verwirklicht werden konnte. Die 1919–1920 gegründete Jungmannschaft beteiligte sich rege an der Vereinsarbeit und war auch beim Bau des Westweges äußerst aktiv, der 1925 fertiggestellt werden konnte und seitdem die Venedigergruppe mit der Glocknergruppe verbindet.
Am 22. August 1934 kam es auf der Hütte zu einem Raubmord, dem der Gymnasiallehrer und Jugendführer Karl Clemens Fürst (25 Jahre) sowie der Hüttenwirt und Bergführer Friedl Steinberger (64 Jahre) zum Opfer fielen. Die beiden Täter wurden wenig später verhaftet, einer davon in Wien zum Tode verurteilt und hingerichtet. 1936–1937 wurde in der Mitte des Ostweges eine offene Unterstandshütte erbaut und zur bleibenden Erinnerung an diese Tat nach dem Professor Karl-Fürst-Hütte (2629 m) benannt.

## Erreichbarkeit
Die meistbegangenen Zugänge zur St. Pöltner Hütte sind von Norden her der Weg vom Parkplatz am Mittersiller Hintersee (1300 m ü. A., Gehzeit: 3,5 Stunden) und von Süden der Weg vom Matreier Tauernhaus (1512 Meter Seehöhe, Gehzeit: 3,5 Stunden).

## Nachbarhütten und Übergänge
- Matreier Tauernhaus, 1512 Meter Seehöhe
- Neue Prager Hütte, 2796 Meter Seehöhe
- Neue Thüringer Hütte, 2212 Meter Seehöhe

## Tourenmöglichkeiten (Auswahl)
- Messeling, 2693 Meter Seehöhe, Gehzeit: 1,5 Stunden, leicht
- Hochgasser, 2922 Meter Seehöhe, Gehzeit: 2 Stunden, leicht
- Tauernkogel, 2989 Meter Seehöhe, Gehzeit: 1,5 Stunden, schwer, steiler Restgletscher und steinschlaggefährdet
- Hörndl, 2852 Meter Seehöhe, Gehzeit: 2 Stunden, leicht
- Landeckkopf, 2898 Meter Seehöhe, Gehzeit: 7 Stunden